# Lijst van afleveringen van iCarly (seizoen 6)
Het zesde televisieseizoen van iCarly werd uitgezonden op Nickelodeon. Het seizoen werd uitgezonden van 24 maart tot 9 juni 2012.  Carly Shay (Miranda Cosgrove), Sam Puckett (Jennette McCurdy), Freddie Benson (Nathan Kress) en Gibby Gibson (Noah Munck) hebben hun eigen webshow, iCarly, dat steeds bekender wordt. Jerry Trainor speelt de grote broer van Carly, Spencer.
Op 15 november 2011 kondigde Dan Schneider aan dat de productie van het zesde seizoen zou gaan beginnen in het begin van 2012. Miranda Cosgrove twitterde op 25 januari 2012 dat de productie van dit seizoen van start was gegaan.
De cast van de serie werd voor de Nickelodeon Kids' Choice Awards 2012 genomineerd voor vijf prijzen: driemaal voor favoriete sidekick (McCurdy, Kress en Trainor), eenmaal voor favoriete televisieactrice (Cosgrove) en eenmaal voor favoriete televisieshow. Alleen Jennette McCurdy won de prijs.

## Afleveringen
- De opnames van dit seizoen (en seizoen 7) waren van 25 januari 2012 tot 20 juni 2012 opgenomen.
- Dit seizoen is in Nederland vanaf 4 augustus 2012 tot 31 oktober 2012 uitgezonden.
- Alle afleveringen van dit seizoen zijn in Nederland uitgezonden.

| # | Nr. | Titel                                       | Regie         | Script                         | Datum         | Productiecode |
| --- | --- | ------------------------------------------- | ------------- | ------------------------------ | ------------- | ------------- |
| 95 | 1   | 1 April (iApril Fools)                      | Jerry Trainor | Dan Schneider & George Doty IV | 24 maart 2012 | 503           |
| Carly en Spencer moeten helaas verhuizen, omdat Spencer de huur niet heeft betaald en Carly meneer Bushwell heeft neergeschoten. Carly, Sam, Freddie en Spencer gaan via flashbacks terug naar oude afleveringen waarin er dingen gebeuren en waar er telkens iemand arriveert om te zeggen hoe het afloopt. Tijdens een flashback komen ze in de woonkamer van Tori, bekend uit de serie Victorious, uit en ook Gibby is vervangen door Robbie. Later hoeven Carly en Spencer niet verhuizen, omdat ze Lewbert en meneer Bushwell hebben afgeleid. Gastrollen: Mindy Sterling als mevr. Briggs, Jeremy Rowley als Lewbert, BooG!e als T-Bo, Peter Chen als Mico en Matt Bennett als Robbie Shapiro |     |                                             |               |                                |               |               |
| 96 | 2   | iCarly en One Direction (iGo One Direction) | Steve Hoefer  | Dan Schneider & George Doty IV | 7 april 2012  | 501           |
| Carly komt ziek thuis na een reis en ontdekt dat One Direction de uitnodiging om te komen spelen in de show heeft geaccepteerd. Niet lang nadat ze aangekomen zijn, wordt bandlid Harry ook ziek. Ze realiseert zich dat hij zich ziek speelt, omdat hij dan aandacht krijgt en de protagonisten bedenken een plan om hem terug te krijgen door te vertellen dat Gibby nu in de band zit. Ondertussen wordt Spencer een personal trainer en geeft hij een meisje een make-over. Gastrollen: One Direction als henzelf en BooG!e als T-Bo Liedjes: "What Makes You Beautiful" |     |                                             |               |                                |               |               |
| 97 | 3   | Gibby´s Geheim (iOpen a Restaurant)         | Steve Hoefer  | Dan Schneider & Jake Farrow    | 21 april 2012 | 502           |
| Sam en Gibby openen een geheim restaurant, Gibby's genaamd, in de kelder van hun school. Ondertussen creëert Spencer een robot om zijn eigen huis te kunnen beveiligen, want zijn computer en tv waren gestolen. Dat loopt echter niet goed af. Gastrollen: Mary Scheer als mevr. Benson |     |                                             |               |                                |               |               |
| 98 | 4   | Halfoween (iHalfoween)                      | Adam Weissman | Dan Schneider & Ben Dougan     | 28 april 2012 | 505           |
| Carly besluit om Halloween een half jaar eerder dan normaal te vieren en om het dan "Half-O-Ween" te noemen. Ze weten echter niet wat voor grap Nevel van plan is om uit te halen. Nevel is tijdens het feest verkleed als een paarse robot en geeft een snoepje aan Carly, Sam en Freddie. Later veranderen hun stemmen naar zware mannenstemmen. Freddie wordt door Nevel gepakt en omgekleed als een paarse robot waar hij later door Spencer in een bak vol met knuffels erin wordt gegooid. Spencer organiseert voor het feest een spel genaamd Jerk Basket. Een persoon wordt met twee touwen vastgebonden en omhoog getrokken. De persoon valt naar beneden in een bak vol met knuffels. Nevel wordt later vooralsnog door Sam gepakt en ook in een bak met knuffels erin gegooid. Gastrollen: Reed Alexander als Nevel en BooG!e als T-Bo |     |                                             |               |                                |               |               |
| 99 | 5   | Gebakken Peren (iPear Store)                | David Kendall | Dan Schneider & Jake Farrow    | 12 mei 2012   | 504           |
| Freddie krijgt een nieuwe baan bij de 'Pear Store'. Maar wanneer Sam de collega van Freddie wordt, verpest zij zijn plezier in het werk in de 'Pear Store'. Carly vindt een jongen leuk die hij bij de Pear Store heeft ontmoet en die Trey heet, alleen als zij naar de studio gaan, wil Trey al gaan zoenen met Carly en Carly vindt hem niet meer leuk. Ondertussen is Spencer vrijwilligerswerk aan het doen bij een brandweerkazerne. Dit doet hij nadat hij diverse branden heeft gemaakt in zijn eigen huis en de brandweerploeg vaak moeten uitrukken. Spencer doet tijdens het klussen nog veel erger en dat doet hij om een brand te stichten in de brandweerkazerne en de brandweerploeg op te laten sluiten. Daardoor is hij door de brandweerploeg ontslagen.                                                                        |     |                                             |               |                                |               |               |
| 100 | 6   | De wraak van Chip (iBattle Chip)            | Adam Weissman | Dan Schneider & Jake Farrow    | 9 juni 2012   | 506           |
| Spencer's kleding wordt gestolen door Chuck en hij belt direct de politie, waardoor Chuck naar het leger moet. Spencer ontmoet de Chuck's kleine broer genaamd Chip. Hij ontdekt dat Chip nog erger is dan Chuck. Ondertussen is Freddie de laser van Gibby aan het repareren waarbij Freddie het speelgoed gevaarlijker maakt dat het eerst was. Wanneer de laser overgeladen raakt, gooit Spencer de laser naar de portiek en de laser is geëxplodeerd. Chip is bij het plek waar de explosie plaatsvindt en hij plakt zich tegen een liftdeur. Chip wil een plan bedenken om Spencer vast te lijmen. Iedereen loopt gewoon door. Gastrollen: BooG!e als T-Bo |     |                                             |               |                                |               |               |